# Baimei Shen
Baimei Shen (kineski 白眉神) kineski je bog povezan s prostitucijom i bordelima. Navodno su prostitutke, kao i klijenti, njemu prinosili žrtve.
Opisan je kao bog crvenih očiju i bijelih obrva.
Povezuje ga se s Daom Zhijem, koji je imao mnoštvo sljedbenika, kao i s Lingom Lunom, koji je bio otkrio glazbu (u Kini je glazba često bila povezivana s prostitucijom).